# Communauté de communes Mont Lozère
Die Communauté de communes Mont Lozère (inoffizielle Schreibweise: Communauté de communes Mont-Lozère) ist ein französischer Gemeindeverband mit der Rechtsform einer Communauté de communes in den Départements Lozère und Gard in der Region Okzitanien. Sie wurde am 30. November 2016 gegründet und umfasst 21 Gemeinden. Der Verwaltungssitz befindet sich im Ort Mont Lozère et Goulet.

## Historische Entwicklung
Der Gemeindeverband entstand mit Wirkung vom 1. Januar 2017 durch die Fusion der Vorgängerorganisationen
- Communauté de communes du Goulet-Mont Lozère,
- Communauté de communes de Villefort.

Darüber hinaus schlossen sich sieben Gemeinden aus anderen Verbände an, Sechs weitere Gemeinden bildeten eine Commune nouvelle.

## Mitgliedsgemeinden
| Gemeinde                           | Einwohner 1. Januar 2022 | Fläche km² | Dichte Einw./km² | Code INSEE | Postleitzahl        | Département |
| ---------------------------------- | ------------------------ | ---------- | ---------------- | ---------- | ------------------- | ----------- |
| Allenc                             | 264                      | 38,58      | 7                | 48003      | 48190               | Lozère      |
| Altier                             | 216                      | 54,45      | 4                | 48004      | 48800               | Lozère      |
| Brenoux                            | 388                      | 11,25      | 34               | 48030      | 48000               | Lozère      |
| Chadenet                           | 122                      | 12,96      | 9                | 48037      | 48190               | Lozère      |
| Cubières                           | 189                      | 48,88      | 4                | 48053      | 48190               | Lozère      |
| Cubiérettes                        | 45                       | 11,34      | 4                | 48054      | 48190               | Lozère      |
| La Bastide-Puylaurent              | 178                      | 24,19      | 7                | 48021      | 48250               | Lozère      |
| Lanuéjols                          | 370                      | 32,67      | 11               | 48081      | 48000               | Lozère      |
| Laubert                            | 102                      | 14,28      | 7                | 48082      | 48170               | Lozère      |
| Malons-et-Elze                     | 115                      | 31,21      | 4                | 30153      | 30450               | Gard        |
| Mont Lozère et Goulet              | 1.107                    | 166,21     | 7                | 48027      | 48170, 48190, 48250 | Lozère      |
| Montbel                            | 147                      | 22,87      | 6                | 48100      | 48170               | Lozère      |
| Pied-de-Borne                      | 197                      | 27,89      | 7                | 48015      | 48800               | Lozère      |
| Ponteils-et-Brésis                 | 368                      | 27,80      | 13               | 30201      | 30450               | Gard        |
| Pourcharesses                      | 128                      | 31,79      | 4                | 48117      | 48800               | Lozère      |
| Prévenchères                       | 270                      | 62,75      | 4                | 48119      | 48800               | Lozère      |
| Saint-André-Capcèze                | 205                      | 9,85       | 21               | 48135      | 48800               | Lozère      |
| Saint-Étienne-du-Valdonnez         | 641                      | 56,09      | 11               | 48147      | 48000               | Lozère      |
| Saint-Frézal-d’Albuges             | 61                       | 17,20      | 4                | 48151      | 48170               | Lozère      |
| Sainte-Hélène                      | 97                       | 6,73       | 14               | 48157      | 48190               | Lozère      |
| Villefort                          | 617                      | 7,35       | 84               | 48198      | 48800               | Lozère      |
| Communauté de communes Mont Lozère | 5.827                    | 716,34     | 8                | –          | –                   | –           |